# Венгерско-турецкие отношения
Венгерско-турецкие отношения — двусторонние дипломатические отношения между Венгрией и Турцией. Государства являются членами Организации Объединённых Наций, Совета Европы, ОЭСР, НАТО, ОБСЕ и ВТО. Венгрия является членом Европейского союза, а Турция является кандидатом на вступление. Венгрия имеет статус наблюдателя в Организации тюркских государств, полноправным членом которой является Турция.

## История
С 1541 по 1699 год Венгрия находилась под властью Османской империи. Первое крупное столкновение между Королевством Венгрия и османами произошло в битве при Никополе в 1396 году. Упадок Османской империи в Европе произошел во время Великой Турецкой войны. Позже Австро-Венгрия и Османская империя были частью Центральных держав во время Первой мировой войны в XX веке.
В октябре 2019 года, несмотря на официальную позицию Европейского союза о том, что Турция должна немедленно прекратить военные операции на севере Сирии, министр иностранных дел Венгрии Петер Сийярто поддержал вторжение Турции в Сирию, добавив, что самое главное — это защитить интересы страны и остановить миграцию. Петер Сийярто подчеркнул, что Венгрия с удовольствием будет сотрудничать с Турцией, если та создаст в Сирии безопасную зону, куда можно будет переселить семьи, покинувшие страну.

## Вступление Турции в Европейский союз
Венгрия поддерживает вступление Турции в Европейский союз с тех пор, как сама страна стала его членом в 2004 году, и этой позиции придерживаются как левые, так и правые политические силы страны.
В 2018 году премьер-министр Венгрии Виктор Орбан заявил, что Европейский союз был «неискренним» по отношению к Турции в ее усилиях по присоединению к блоку, и призвал ЕС решить, хочет ли он «всеобъемлющего и глубокого сотрудничества» с Анкарой или нет.

### Общественное мнение
Согласно опросу Евробарометра в 2005 году, 51 % опрошенных венгров высказался за вступление Турции в ЕС, что выше, чем в среднем по Европейскому союзу (39 %). 75 % респондентов также заявили, что Турция является частью Европы. Согласно опросу, вступление Турции в ЕС не было вопросом политических предпочтений в Венгрии, и доля тех, кто поддерживал вступление, была одинаковой среди приверженцев правой и левой идеологии.

## Экономические отношения
В 2018 году объём товарооборота между странами составил сумму 2 миллиарда 551 миллион долларов США (экспорт Турции: 1 миллиард 156 миллионов долларов США; импорт Турции: 1 миллиард 395 миллионов долларов США). Экспорт Турции в Венгрию: автомобильная продукция, оборудование, продукты переработки и продукты питания. Импорт Турции из Венгрии: автомобильная продукция, оборудование, продукты переработки, топливо и крупный рогатый скот. Турецкие власти сообщили, что по состоянию на июнь 2018 года в Турции представлена 81 венгерская компания. Эти компании в основном сосредоточены в сфере торговли, туризма, энергетики, химии, производства изделий из стекла и продуктов питания. Общая сумма прямых инвестиций венгерских фирм в Турцию в период 2002-2018 годов составил сумму 29 млн долларов США. Также было зафиксировано, что общий объем прямых инвестиций турецких фирм в Венгрии в период 2002-2018 годов составил 58 млн долларов США. Эти компании в основном инвестировали в текстильную, строительную, ювелирную и пищевую промышленность.

## Дипломатические представительства
- Венгрия имеет посольство в Анкаре и генеральное консульство в Стамбуле[5];
- Турция содержит посольство в Будапеште[6].